# Србија на Европском првенству у атлетици у дворани 2011.
Србија је учествовала на 31. Европском првенству у дворани 2011 одржаном у Паризу, Француска, од 4. до 6. марта. Ово је било треће Европско првенство у атлетици у дворани од 2006. године од када Србија учествује самостално под овим именом.
На првенству у Паризу, Србију је представљало шест атлетичара (3 мушкараца и 3 жене) који су се такмичили у 5 дисциплина. И после овог првенства спортисти Србије су остали у групи земаља које нису освајале медаље на европским првенствима у дворани.
Најуспешнији од шест српских представника био је Горан Нава, јер се једини такмичио у финалу и заузео 7 место што му је највиши пласман у у досадашњој каријери. на великим такмичењима.
У табели успешности (према броју и пласману такмичара који су учествовали у финалним такмичењима (првих 8 такмичара)) Србија је са 1 учесником у финалу била 31. са 2 бода, од 33 земље које су имале представнике у финалу. Укупно је учествовало 46 земаља.
| Пл. | Земља  | 1. место | 2. место | 3. место | 4. место | 5. место | 6. место | 7. место | 8. место | Бр. фин. Бод. |
| --- | ------ | -------- | -------- | -------- | -------- | -------- | -------- | -------- | -------- | ------------- |
| 31. | Србија | 0 - 0    | 0 - 0    | 0 - 0    | 0 - 0    | 0 - 0    | 0 - 0    | 1 - 2    | 0 - 0    | 1 - 2         |

## Учесници
| Бр. | Дисциплина   | Мушкарци        | Жене          | Укупно |
| --- | ------------ | --------------- | ------------- | ------ |
| 1   | 60 м         |                 | Тања Митић    | 1      |
| 2   | 400 м        | Емир Бекрић     |               | 1      |
| 3   | 1.500 м      | Горан Нава      | Марина Мунћан | 2      |
| 4   | Троскок      |                 | Биљана Топић  | 1      |
| 5   | Бацање кугле | Асмир Колашинац |               | 1      |
|     | Укупно (5)   | 3               | 3             | 6      |

## Резултати

### Мушкарци
| Атлетичар       | Дисциплина   | Лични рекорд | Квалификације | Квалификације   | Полуфинале       | Полуфинале       | Финале           | Финале  | Детаљи                                 |
| Атлетичар       | Дисциплина   | Лични рекорд | Резултат      | Место           | Резултат         | Место            | Резултат         | Место   | Детаљи                                 |
| --------------- | ------------ | ------------ | ------------- | --------------- | ---------------- | ---------------- | ---------------- | ------- | -------------------------------------- |
| Емир Бекрић     | 400 м        | 47,89        | 48,34         | 4 у гр. 5.      | Није се пласирао | Није се пласирао | Није се пласирао | 20 / 25 | Архивирано на веб-сајту (22. јул 2012) |
| Горан Нава      | 1.500 м      | 3:40,65 НР   | 3:43,78       | 4 у 1. групи кв |                  |                  | 3:42,37 ЛРС      | 7 / 25  |                                        |
| Асмир Колашинац | бацање кугле | 20,52 =НР    | 3 преступа    |                 |                  |                  | БП               | БП      | Архивирано на веб-сајту (29. јул 2012) |

### Жене
| Атлетичарка   | Дисциплина | Лични рекорд | Квалификације | Квалификације | Полуфинале        | Полуфинале        | Финале            | Финале    | Детаљи                                 |
| Атлетичарка   | Дисциплина | Лични рекорд | Резултат      | Место         | Резултат          | Место             | Резултат          | Место     | Детаљи                                 |
| ------------- | ---------- | ------------ | ------------- | ------------- | ----------------- | ----------------- | ----------------- | --------- | -------------------------------------- |
| Татјана Митић | 60 м       | 7,37         | 7,42          | 5 у 1. гр.    | Није се пласирала | Није се пласирала | Није се пласирала | = 17 / 25 |                                        |
| Марина Мунћан | 1.500 м    | 4:12,23 НР   | 4:18,09       | 7 у 2. гр.    |                   |                   | Није се пласирала | 21/23     |                                        |
| Биљана Топић  | троскок    | 14,37 НР     | 13,93 ЛРС     | 10 у квал.    |                   |                   | Није се пласирала | 10 / 21   | Архивирано на веб-сајту (29. јул 2012) |